# Ululi
Ululi (łac. Diocesis Ululensis) – stolica historycznej diecezji w Cesarstwie rzymskim w prowincji Afryka Prokonsularna, sufragania metropolii Kartagina. Współcześnie w Tunezji. Obecnie katolickie biskupstwo tytularne.

## Biskupi tytularni
| Lp. | Biskup           | Funkcja                         | Od           | Do              |
| --- | ---------------- | ------------------------------- | ------------ | --------------- |
| 1   | Thomas Gumbleton | biskup pomocniczy Detroit (USA) | 8 marca 1968 | 4 kwietnia 2024 |